# Andriamirado Andrianarimanana
Andriamirado Aro Hasina Andrianarimana, anche noto come Dax (Antananarivo, 21 aprile 1991), è un calciatore malgascio, attaccante del Fosa Juniors e della Nazionale malgascia.

## Carriera

### Club
Ha giocato nel campionato malgascio e in quello sudafricano.

### Nazionale
Ha esordito in nazionale nel 2017. Ha partecipato alla Coppa COSAFA nel 2017 e nel 2018. In quest'ultima edizione è stato premiato come miglior giocatore del torneo, diventando anche il primo giocatore malgascio a vincere tale premio individuale. Viene poi convocato per la Coppa d'Africa 2019.